# Post-hardcore
Sous-genres
Emo, screamo
Genres dérivés
Electronicore, nintendocore
Genres associés
Hardcore mélodique, metalcore, electronicore, easycore
Le post-hardcore est un genre musical ayant émergé dans les années 1980 aux États-Unis, constituant l'une des nombreuses évolutions du punk hardcore. Le genre se développe avec l'émergence de groupes originaires de villes ayant aidé au développement du punk hardcore, en particulier Washington, D.C., comme Fugazi et d'autres variantes de groupes comme Big Black et Jawbox plus proches des racines noise rock de post-hardcore.

## Caractéristiques
Le punk hardcore se caractérise par un tempo rapide, un volume élevé, de fortes basses, et se base sur une éthique do-it-yourself. Concernant le genre, la base de données musicale AllMusic explique que les groupes post-hardcore ont trouvé un moyen créatif de libérer les tensions. Jeff Terich de Treblezine explique que « plutôt que de se limiter aux contraintes rigides du hardcore, ces groupes vont au-delà des power chords et des chants, en incorporant une énergie plus créative du rock punk. » Le post-punk britannique de la fin des années 1970 et du début des années 1980 aide au développement musical des groupes post-hardcore. Tandis que le genre se développe, certains de ces groupes s'inspirent d'une large variété de musiques incluant soul, dub, funk, jazz et dance-punk.
Le post-hardcore est un mélange de cris et de voix claires. L'utilisation des chants clairs le différencie du punk hardcore. Le style screamo est fréquemment employé depuis le début des années 2000 et des groupes comme Alesana mêlent screaming avec death growls. Les chanteurs adoptent un chant proche du vocal féminin pendant le refrain. L'absence de cris (screaming) n'est pas rare chez des groupes comme Hands Like Houses et Slaves. Le son de basse, lui, mêlé à la percussion est également caractéristique du post-hardcore.

## Histoire

### Origines
Des groupes comme Saccharine Trust, Naked Raygun,, et The Effigies, actifs au début des années 1980, sont considérés comme les pionniers du genre post-hardcore. Naked Raygun, un groupe formé en 1991 à Chicago, mélange des éléments de post-punk de groupes comme Wire et Gang of Four avec du hardcore, bien que le critique Steven Blush puisse noter l'usage de « paroles obliques et de mélodies post-punk. » D'une manière similaire, The Effigies, également au-devant de la scène de Chicago, produit une musique inspirée du hardcore de Minor Threat et du post-punk britannique de groupes comme The Stranglers, Killing Joke et The Ruts.
Au milieu des années 1980, le désir d'expérimenter la base hardcore se répand chez certains groupes et artistes associés au genre. La plupart de ces groupes s'inspirent également de la scène noise rock des années 1980 menée par Sonic Youth. Certains groupes signent au label indépendant Homestead Records, comme Squirrel Bait (ainsi que Bastro et Bitch Magnet) et Big Black de Steve Albini (idem pour ses autres groupes Rapeman et Shellac,.) sont également associés au post-hardcore,. Big Black, aux côtés du guitariste de Naked Raygun Santiago Durango, se fait connaître pour son éthique stricte orientée do-it-yourself. La musique du groupe, ponctuée par l'utilisation de la boîte à rythmes, influence de son côté le rock industriel. Après la sortie du single Il Duce, Big Black quitte Homestead pour Touch and Go Records, qui rééditera sa discographie entière, mais qui sera également responsable de la publication des chansons de Scratch Acid, un groupe originaire d'Austin, au Texas, décrit comme post-hardcore.
Hors des États-Unis, le genre se développe avec les chansons du groupe canadien Nomeansno, lié à Jello Biafra et son label indépendant Alternative Tentacles, et actif depuis 1979. L'album du groupe, Wrong, sorti en 1989, est considéré comme « l'un des opus post-hardcore les plus agressifs et puissants jamais produits. »

### Scène de Washington D.C.

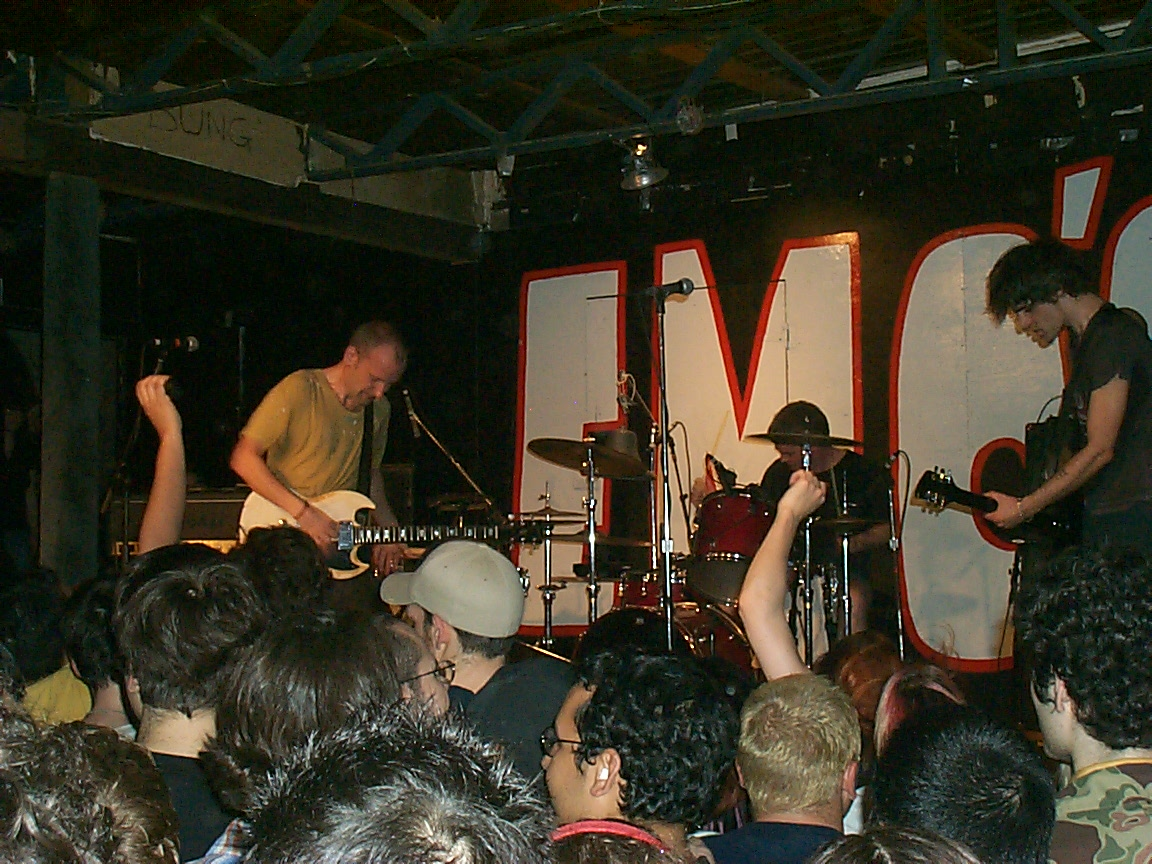
Fugazi en 2002.

Dans les années 1984 et 1985 dans la scène « harDCore », un nouveau mouvement est « balayé ». Ce mouvement était mené par des groupes associés au label indépendant Dischord Records qui recensait, au début des années 1980, des groupes tels que Minor Threat, State of Alert, Void et Government Issue,. Selon le site de Dischord : « la violence et le nihilisme qui ont été identifiés au punk rock, largement en partie par la presse, ont commencé à prendre racine à Washington D.C. et la plupart des anciens groupes punk ont brusquement été repoussés et découragés par la scène de leur ville natale. » À la sortie de l'EP intitulé Subject to Change du groupe The Faith en 1983, le hardcore D.C. et la musique punk changent musicalement parlant. Pendant ces années, une nouvelle vague de groupes commence à se former incluant Rites of Spring (avec l'ancien guitariste de The Faith Eddie Janney), Lunchmeat (plus tard renommé Soulside), Gray Matter, Mission Impossible, Dag Nasty et Embrace,,. Ce mouvement est depuis connu sous le nom de « Revolution Summer »,. Rites of Spring est décrit comme le groupe « qui incarne plus que le changement ». Pour le critique Steve Huey, « la nouvelle direction du hardcore s'est construite sur l'innovation » apportée par Zen Arcade de Hüsker Dü. D'autres groupes s'inspirent du funk (dans le cas de Beefeater) et de la pop des années 1960 (comme Gray Matter).
Selon Eric Grubbs, un terme est donné par certains pour ce nouveau mouvement, « post-harDCore », bien qu'un autre terme, celui d'« emo-core », se soit déjà répandu. Ce dernier, mentionné dans le magazine de skateboarding Thrasher, sera débattu dans la scène D.C. Bien que certains groupes soient considérés comme ayant contribué à la naissance de l'emo,,, comme Rites of Spring qui est souvent nommé comme l'un des premiers groupes emo,, des musiciens comme le chanteur Guy Picciotto et MacKaye lui-même s'opposent à l'usage de ce terme,,. Entretemps, dans l'État voisin du Maryland, des groupes similaires catégorisés sous le terme de post-hardcore font également leur apparition comme Moss Icon et The Hated,. Ce dernier est considéré comme l'un des premiers groupes emo.
La seconde moitié des années 1980 voient naitre de nouveaux groupes à D.C., comme Shudder to Think, Jawbox, The Nation of Ulysses, Fugazi et Lungfish (en). MacKaye décrit cette période comme la plus intense dans l'histoire du label Dischord Records. La plupart de ces groupes, en plus des premiers groupes post-hardcore, contribuent à la compilation State of the Union sorti en 1989, qui témoigne du changement sonore de la scène punk de D.C. L'un de ces groupes, Fugazi se popularise et se fait suivre par des fans extrêmement loyaux. Le groupe, qui recense MacKaye, Picciotto et l'ancien batteur de Rites of Spring Brendan Canty, ainsi que le bassiste Joe Lally, fait paraître en 1989 13 songs, une compilation de leurs deux premiers EP Fugazi et Margin Walker. D'une manière similaire, le premier album du groupe, Repeater, est « généralement » considéré comme un classique.

### Expansion
La fin des années 1980 et le début des années 1990 assistent à la formation de nombreux nouveaux groupes, à part notamment Fugazi et Shellac, comme Girls Against Boys (à l'origine un projet parallèle de Brendan Canty et Eli Janney), The Jesus Lizard,, (formé des ex-membres de Scratch Acid), Quicksand (mené par l'ancien membre de Youth of Today et Gorilla Biscuits Walter Schreifels), Rollins Band (mené par l'ancien chanteur de Black Flag Henry Rollins), Tar (les restes d'un ancien groupe hardcore nommé Blatant Dissent), et Slint, (composé des membres de Squirrel Bait). Des groupes comme Shellac et Slint sont considérés comme ayant contribué au développement du math rock.
AllMusic note que les groupes les plus récents « ont fleuri dans le post-hardcore après avoir joué du punk au lycée. » À Washington D.C., de nouveaux groupes comme Hoover, Circus Lupus, Bluetip et Smart Went Crazy sont ajoutés au label Dischord. Hoover est cité par le critique Charles Spano comme ayant « énormément influencé la musique post-hardcore. » À New York, en plus de Quicksand, des groupes de post-hardcore comme Helmet, Unsane,, Chavez et Texas Is the Reason se développent. Quicksand et Helmet sont également associés au metal alternatif,,. Chicago, ainsi que le Midwest, qui influencent entretemps l'émergence du math rock, assistent également à la naissance de groupes post-hardcore comme Shellac, Tar, Trenchmouth et Cap'n Jazz (ainsi que leur groupe associé Joan of Arc). Steve Huey explique que la sortie de la compilation de Cap'n Jazz, Analphabetapolothology, a aidé le groupe à se populariser au-delà de son public habituel et ainsi au développement de l'emo dans la scène musicale indépendante. Champaign, dans l'Illinois, est également connue pour sa scène indépendante incarnant des groupes comme Hum, Braid et Poster Children. Le nord-ouest américain assiste à la formation de groupes comme Karp, Lync et Unwound,. Le Texas assiste à la formation de groupes comme The Jesus Lizard (plus relocalisé à Chicago) et ...And You Will Know Us by the Trail of Dead originaire d'Austin et At the Drive-In originaire d'El Paso.
Le genre est également représenté hors des États-Unis par des groupes comme Refused originaire d'Umeå, en Suède. Le groupe, connu pour sa « sonorité massivement hardcore », fait paraître en 1998 The Shape of Punk to Come, un album qui les voit s'inspirer de The Nation of Ulysses,, en utilisant des « textures ambient, des breakdowns de jazz, de metal et d'electronica » mélangé à leur son hardcore. On peut y ajouter les Polonais de Post Regiment.
Le post-hardcore s'est réellement différencié du punk hardcore à la fin des années 1990 par son style mélangeant la brutalité du punk hardcore et la mélodie du post-punk. Les groupes Refused et Boysetsfire sont les pionniers de ce style. L'album de Refused The Shape of Punk to Come a beaucoup influencé les groupes post-hardcore des années 2000.[réf. nécessaire]

### Années 2000
Le producteur Ross Robinson, crédité pour avoir popularisé le nu metal avec des groupes comme Korn, Soulfly et Limp Bizkit dans les années 1990, aide à la popularisation du post-hardcore dans les années 2000,. Robinson s'occupe en ce temps d'enregistrer Relationship of Command du groupe At the Drive-In (2000), Everything You Ever Wanted to Know About Silence (2000) et Worship and Tribute (2002) de Glassjaw, ...Burn, Piano Island, Burn (2003) de The Blood Brothers ; quatre albums post-hardcore considérés comme les mieux produits durant les années 2000. Des groupes comme The Red Jumpsuit Apparatus, Silverstein, Story of the Year et Hawthorne Heights popularisent le post-hardcore. À cette époque le genre est confondu souvent avec l'emo et le metalcore car beaucoup de groupes comme Eyes Set to Kill, Alesana ou encore Motionless in White ont mélangé post-hardcore avec des sous genres du metal tel que le metal alternatif ou le death metal mélodique.
Fin des années 2000 apparait un sous-genre parfois appelé "The Wave" proche du Hardcore mélodique caractérisé par un minimalisme, des passages acoustiques et un chant se rapprochant de pleurs, représenté par La Dispute, Touché Amoré, Being As An Ocean, Piano Becomes The Teeth, Balance & Composure, Casey.

### Années 2010
Le post-hardcore se popularise au début de la décennie grâce à des groupes comme Sleeping with Sirens, dont le troisième album Feel (2013) débute à la troisième place du Billboard 200, ce qui en fait l'album post-hardcore le mieux classé dans toute l'histoire du genre,. Le second album de Pierce the Veil, Selfish Machines (2010), et leur troisième album Collide with the Sky (2012), se popularisent également. Le début de la décennie voit également paraître des groupes post-hardcore indépendants comme The Men, Cloud Nothings et METZ,,,.
Depuis le début des années 2010, deux nouveaux styles de post-hardcore sont apparus : l'un est le post-hardcore expérimental, une fusion avec le rock expérimental et le rock indépendant où le chant crié est presque absent, représenté par le groupe Hands Like Houses, Too Close to Touch et Emarosa, le second est le post-hardcore progressif, une fusion avec du rock progressif dont les groupes notables sont Dance Gavin Dance, Stolas, I, the Mighty, Eidola, A lot like birds, Tides of Man, Artifex Pereo et Hail the Sun.

## Médias
En 2017, sort le premier long-métrage sur la scène post-hardcore, Compte tes blessures, dont le personnage principal est chanteur d'un groupe de ce style et fan d'Oliver Sykes, frontman de Bring Me the Horizon.